# Jean-Loup Felicioli
Jean-Loup Felicioli (Albertville, 18 de julho de 1960) um cineasta francês. Como reconhecimento, foi nomeado ao Oscar 2012 na categoria de Melhor Filme de Animação por Une vie de chat.